# Marzanna Bogumiła Kielar

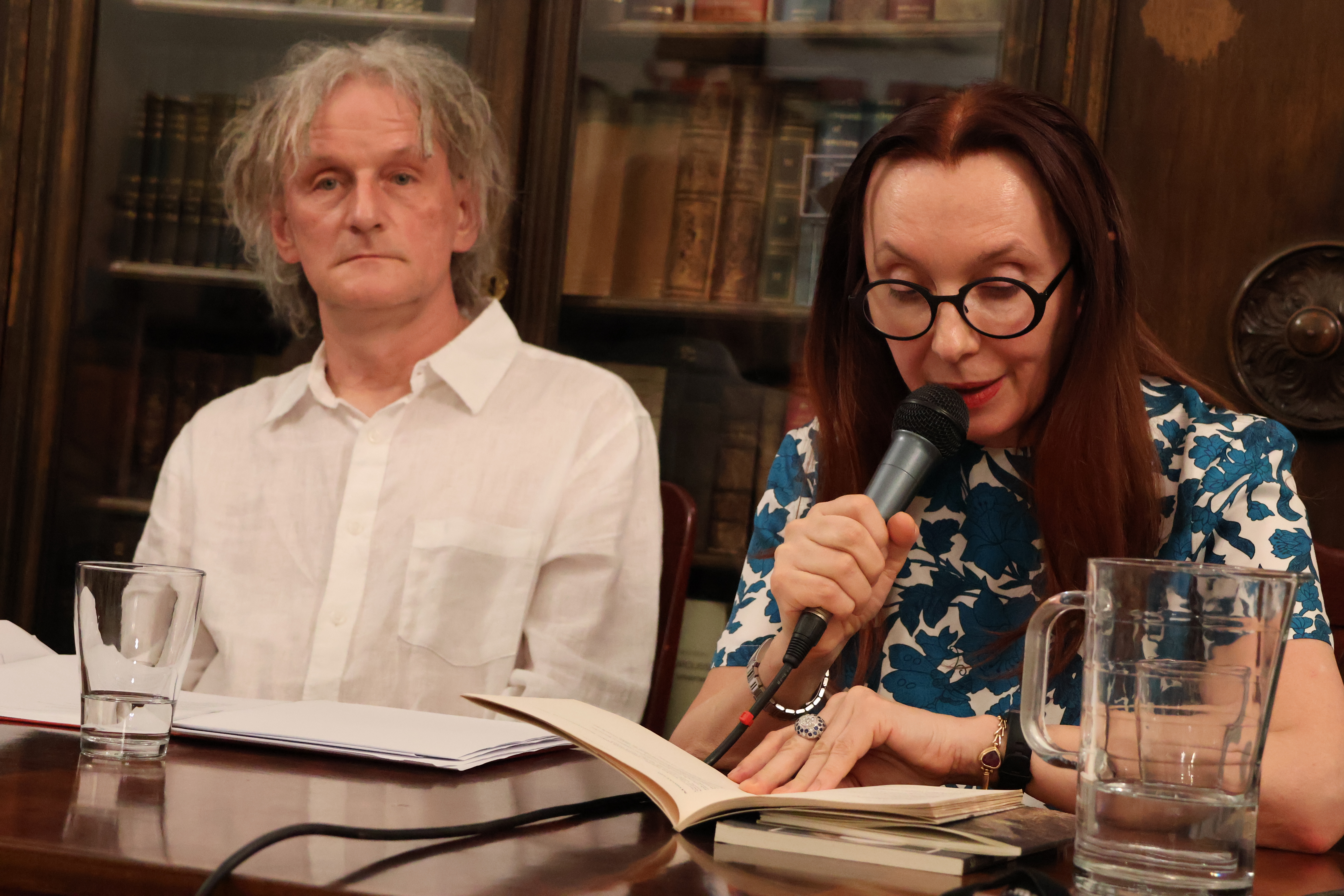
Z Jackiem Podsiadłą w Polskim PEN Clubie - Warszawa, 22 czerwca 2025

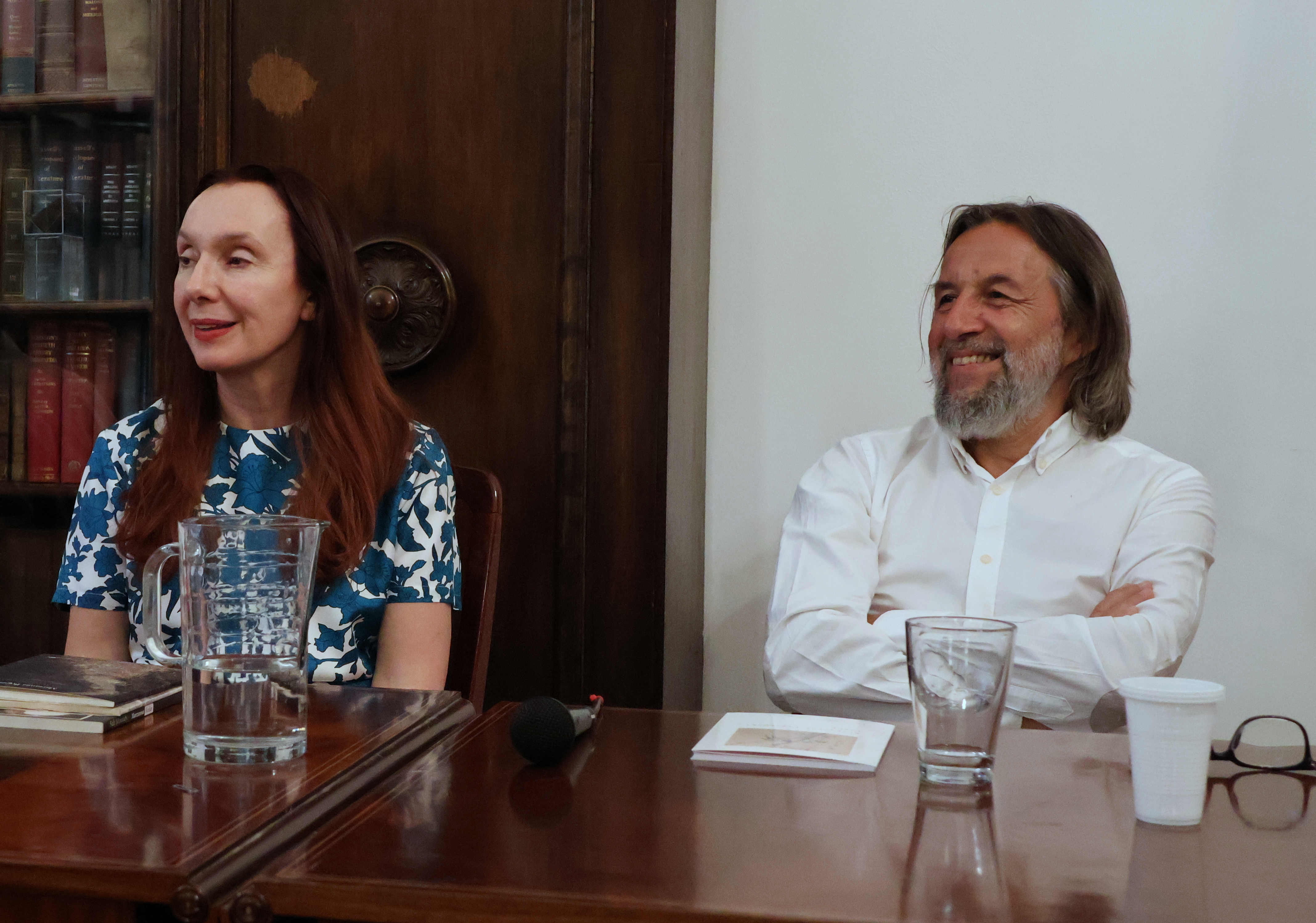
Z Krzysztofem Czyżewskim, współtwórcą Ośrodka „Pogranicze – sztuk, kultur, narodów” w Sejnach oraz Fundacji Pogranicze

Marzanna Bogumiła Kielar (ur. 8 lutego 1963 w Gołdapi) – polska poetka.

## Życiorys
Absolwentka filozofii Uniwersytetu Warszawskiego, doktor habilitowana nauk społecznych. W latach 2015–2023 profesor nadzwyczajny Wydziału Nauk Społecznych Chrześcijańskiej Akademii Teologicznej w Warszawie, w latach 2013–2015 profesor nadzwyczajny Akademii Pedagogiki Specjalnej im. Marii Grzegorzewskiej w Warszawie. Stypendystka (w obszarze literatury) fundacji kulturalnych i uniwersytetów w Europie, USA, Skandynawii i Azji. Jej poszczególne wiersze zostały przetłumaczone na 23 języki i znalazły się w ponad pięćdziesięciu antologiach. Członkini polskiego PEN-Clubu. Była członkinią Stowarzyszenia Pisarzy Polskich (do sierpnia 2020) oraz Rady Programowej przy Galerii Zachęta – Narodowej Galerii Sztuki (2013–2016).
Uczestniczka ponad dwudziestu międzynarodowych festiwali poezji, m.in. w USA, Izraelu, Włoszech, Wielkiej Brytanii, Słowenii, Szwecji, Norwegii, Niemczech, Francji, Czechach, Słowacji, Turcji, Malezji, na Łotwie i Tajwanie.

## Twórczość
- Sacra conversazione, Suwalskie Towarzystwo Kultury, Suwałki 1992
- Materia prima, Obserwator, Poznań 1999, ISBN 83-87235-17-2
- Umbra (wybór wierszy), Prószyński i S-ka, Warszawa 2002[7], ISBN 83-7337-236-9
- Monodia, Wydawnictwo Znak, Kraków 2006, ISBN 83-240-0643-5
- Brzeg (wybór wierszy), Oficyna Wydawnicza Łośgraf, Warszawa 2010, ISBN 978-83-87572-10-5
- Nawigacje, Wydawnictwo Znak, Kraków 2018, ISBN 978-83-240-5374-2
- Wilki, Wydawnictwo Znak, Kraków 2023, ISBN 978-83-240-4520-4

## Przekłady na języki obce
Język angielski
- Salt Monody (wybór wierszy), Zephyr Press, tłum. na jęz. angielski Elżbieta Wójcik-Leese, Brookline 2006,  ISBN 0-939010-86-0
Język niemiecki
- In den Rillen eisiger Stunden (wybór wierszy), tłum. na jęz. niemiecki Renate Schmidgall, Edition Solitude, Stuttgart 2000, ISBN 3-929085-62-3
- Lass uns die Nacht (wybór wierszy), tłum. na jęz. niemiecki Renate Schmidgall, Edition Lyrik Kabinett bei Hanser, Carl Hanser Verlag, München 2020, ISBN 978-3-446-26754-1
Język słoweński
- Vaje iz neobstoja. Izbrane pesmi (wybór wierszy), tłum. na jęz. słoweński Jana Unuk, Sozvezdja, Ljubljana 2018, ISBN 978-961-04-0511-5
Język czeski
- Zatopený estuár (wybór wierszy), tłum. na jęz. czeski Michael Alexa, Renata Putzlacher-Buchtová, Éditions Fra, Praha 2021, ISBN 978-80-7521-139-2
Język słowacki
- Pokrvný strom (wybór wierszy), tłum. na jęz. słowacki Silvia Kaščáková, Skalná ruža, Kordiky 2023, ISBN 978-80-89816-47-7
Język serbski
- Sacra conversazione (wybór wierszy), tłum. na jęz. serbski Biserka Rajčić, Kuća Poezije, Banja Luka 2020, ISBN 978-99976-28-24-4
Język bułgarski
- P"rvomateria. Izbrani stihotvorenia (wybór wierszy), tłum. na jęz. bułgarski Łyczezar Seliaszki, Faber, Veliko T'rnovo 2015, ISBN 978-619-00-0200-0

## Nagrody i nominacje
- Nagroda Fundacji im. Kościelskich, Genewa (1993)
- Nagroda im. Kazimiery Iłłakowiczówny (1993)
- Nagroda "Czasu Kultury" (1993)
- Kryształ Vilenicy, Słowenia (1995)
- Paszport „Polityki” (2000)
- Hubert Burda European Poetry Award, Niemcy (2000)
- Nominacja do Nagrody Literackiej Nike za tom Materia prima (2000)
- Nagroda Warszawskiej Premiery Literackiej za wrzesień, za tom Nawigacje (2018)
- Nagroda Poetycka im. Konstantego Ildefonsa Gałczyńskiego – Orfeusz Mazurski za tom Nawigacje (2019)[8]
- Nominacja do Nagrody Poetyckiej im. Wisławy Szymborskiej za tom Nawigacje (2019)[9]
- Nominacja do Nagrody Poetyckiej im. Wisławy Szymborskiej za tom Wilki (2024)
- Nagroda Poetycka im. Kazimierza Hoffmana „Kos” za tom Wilki (2024)[10]
- Finalistka Nagrody Literackiej Nike za tom Wilki (2024)[11]
- Nagroda Poetycka im. Konstantego Ildefonsa Gałczyńskiego - „Orfeusz” za tom Wilki (2024)[12]
- Wrocławska Nagroda Poetycka Silesius za całokształt twórczości (2024)[13]

## Odznaczenia
- 2007: Brązowy Krzyż Zasługi

## Prace naukowe: monografie
- Integralna wizja Kena Wilbera i jej zastosowanie w edukacji, Warszawa (2012)
- Integralny Pluralizm Metodologiczny. Teoria i badania naukowe (wraz z Anetą Gop), Warszawa (2012)